# Liopterus
Liopterus là một chi bọ cánh cứng trong họ Dytiscidae.
Chi này được Dejean miêu tả khoa học năm 1833.

## Các loài
Các loài trong chi này gồm:
- Liopterus atriceps (Sharp, 1882)
- Liopterus haemorrhoidalis (Fabricius, 1787)